# سوئد در المپیک تابستانی ۱۹۵۶
سوئد در بازی‌های المپیک تابستانی ۱۹۵۶ که در شهر ملبورن استرالیا برگزار شد، کاروان سوئد با ۸۸ ورزشکار در این رقابت‌ها شرکت کرد و موفق به کسب ۱۹ مدال (۸ طلا، ۵ نقره، ۶ برنز) شد. در جدول رتبه‌بندی توزیع مدال‌ها، سوئد در ردهٔ ۶ مسابقات قرار گرفت.